# محمودآباد تشاهريغان (مقاطعة فهرج)
محمودآباد تشاهريغان (بالفارسية: محمودآباد چاهریگان) هي قرية تقع في ناحية نغين كوير في إيران.